# Gönül Hırsızı
Gönül Hırsızı è un serial televisivo drammatico turco composto da 19 puntate, trasmesso su TRT 1 dal 2 dicembre 2013 al 18 aprile 2014. È diretto da Ayhan Özen e Yahya Samancı, scritto da Hasan Kaçan, Baykut Badem, Filiz Ekinci e Ali Uğur Kaçan, prodotto da Tekden Film ed ha come protagonisti Cem Kılıç e Tuğçe Kazaz.

## Trama
Tarık e Necdet sono due fratelli che conducono una vita piuttosto pigra sotto lo stesso tetto con la madre Neriman. Tarık a causa della sua pigrizia viene lasciato dal suo grande amore Hülya.

## Episodi
| Stagione       | Episodi | Prima TV Turchia | Prima TV Italia |
| -------------- | ------- | ---------------- | --------------- |
| Prima stagione | 19      | 2013-2014        | inedita         |

### Prima stagione (2013-2014)
| n° | Titolo originale | Prima TV Turchia |
| -- | ---------------- | ---------------- |
| 1  | 1. Bölüm         | 2 dicembre 2013  |
| 2  | 2. Bölüm         | 9 dicembre 2013  |
| 3  | 3. Bölüm         | 16 dicembre 2013 |
| 4  | 4. Bölüm         | 23 dicembre 2013 |
| 5  | 5. Bölüm         | 30 dicembre 2013 |
| 6  | 6. Bölüm         | 13 gennaio 2014  |
| 7  | 7. Bölüm         | 20 gennaio 2014  |
| 8  | 8. Bölüm         | 27 gennaio 2014  |
| 9  | 9. Bölüm         | 3 febbraio 2014  |
| 10 | 10. Bölüm        | 10 febbraio 2014 |
| 11 | 11. Bölüm        | 17 febbraio 2014 |
| 12 | 12. Bölüm        | 24 febbraio 2014 |
| 13 | 13. Bölüm        | 3 marzo 2014     |
| 14 | 14. Bölüm        | 7 marzo 2014     |
| 15 | 15. Bölüm        | 14 marzo 2014    |
| 16 | 16. Bölüm        | 21 marzo 2014    |
| 17 | 17. Bölüm        | 4 aprile 2014    |
| 18 | 18. Bölüm        | 11 aprile 2014   |
| 19 | 19. Bölüm        | 18 aprile 2014   |

## Personaggi e interpreti

### Personaggi principali
- Tarık, interpretato da Cem Kılıç.
- Hülya, interpretata da Tuğçe Kazaz.
- Nadir Abi, interpretato da Hasan Kaçan.
- Süreyya, interpretata da Esin Civangil.
- Bakkal Edip, interpretato da Baykut Badem.
- Deniz, interpretata da Özge Sezince Varley.
- Neriman, interpretata da Nurcan Eren.
- Ali, interpretato da Fatih Kaçan.
- Lale, interpretata da İpek Tenolcay.
- Ateş Hanım, interpretata da Mehtap Bayri.
- Necdet, interpretato da Mesut Can Tomay.
- Mine, interpretata da Şive Şenözen.

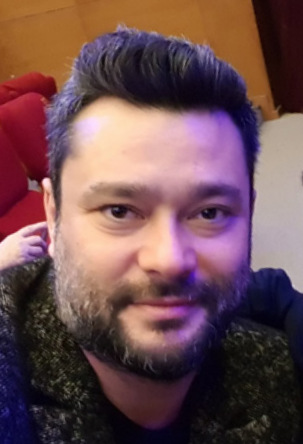
Cem Kılıç interpreta Tarık
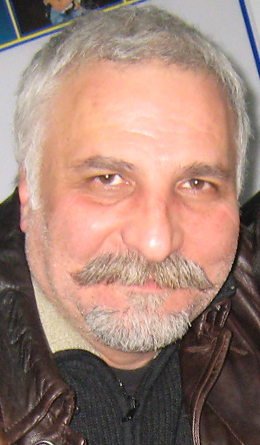
Hasan Kaçan interpreta Nadir Abi
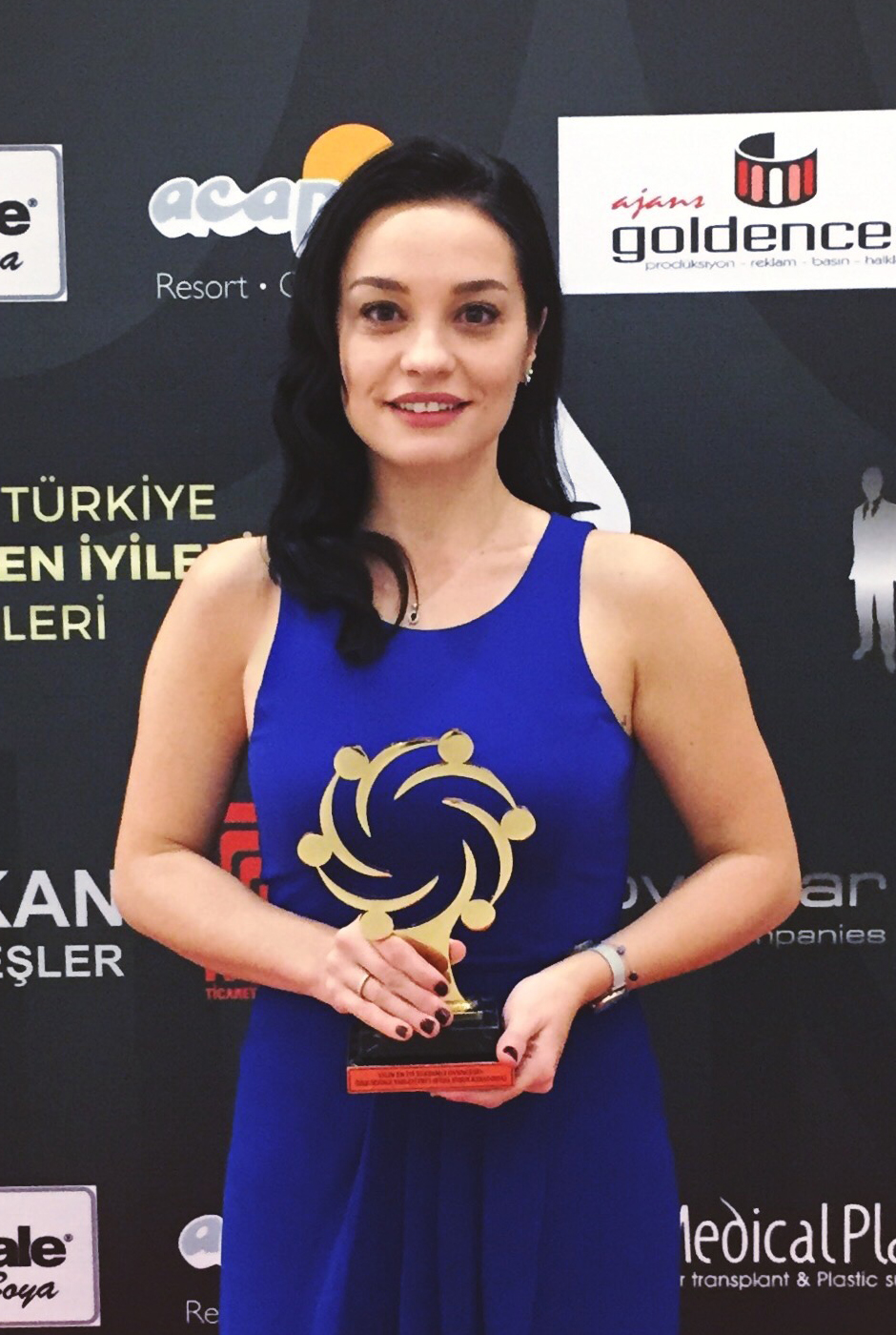
Özge Sezince Varley interpreta Deniz

### Personaggi secondari
- Fethi, interpretato da Kerim Yağcı.
- Talha, interpretato da Enes Atış.
- Ferdi, interpretato da İsmail Kavrakoğlu.
- Meftun, interpretato da Sadettin Tolan.
- Coşkun, interpretato da Erkan Akkoyunlu.
- Aysel, interpretata da Birsen Dürül.
- Uygar, interpretato da Yavuz Çetin.
- Can, interpretato da Yiğit Üst.
- Harika, interpretata da İlayda Alişan.
- Müdire Oya, interpretata da Emine Sarıkaya.
- Tufan, interpretato da Murat Bölücek.

## Produzione
La serie è diretta da Ayhan Özen e Yahya Samancı, scritta da Hasan Kaçan, Baykut Badem, Filiz Ekinci e Ali Uğur Kaçan e prodotta da Tekden Film.

### Riprese
La serie è stata interamente girata a Istanbul, in particolare a Scutari.